# 盆菜

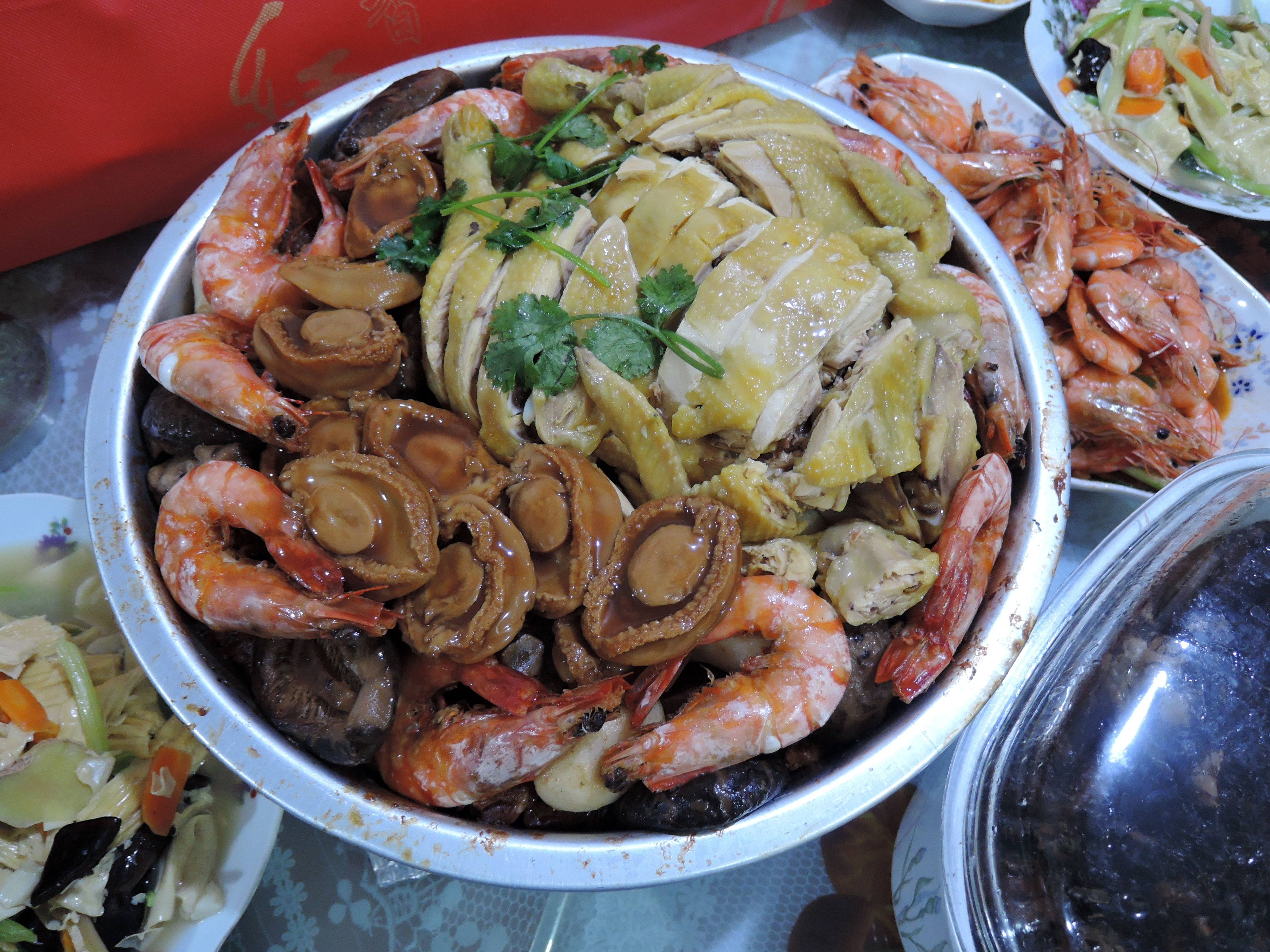
葷盆菜

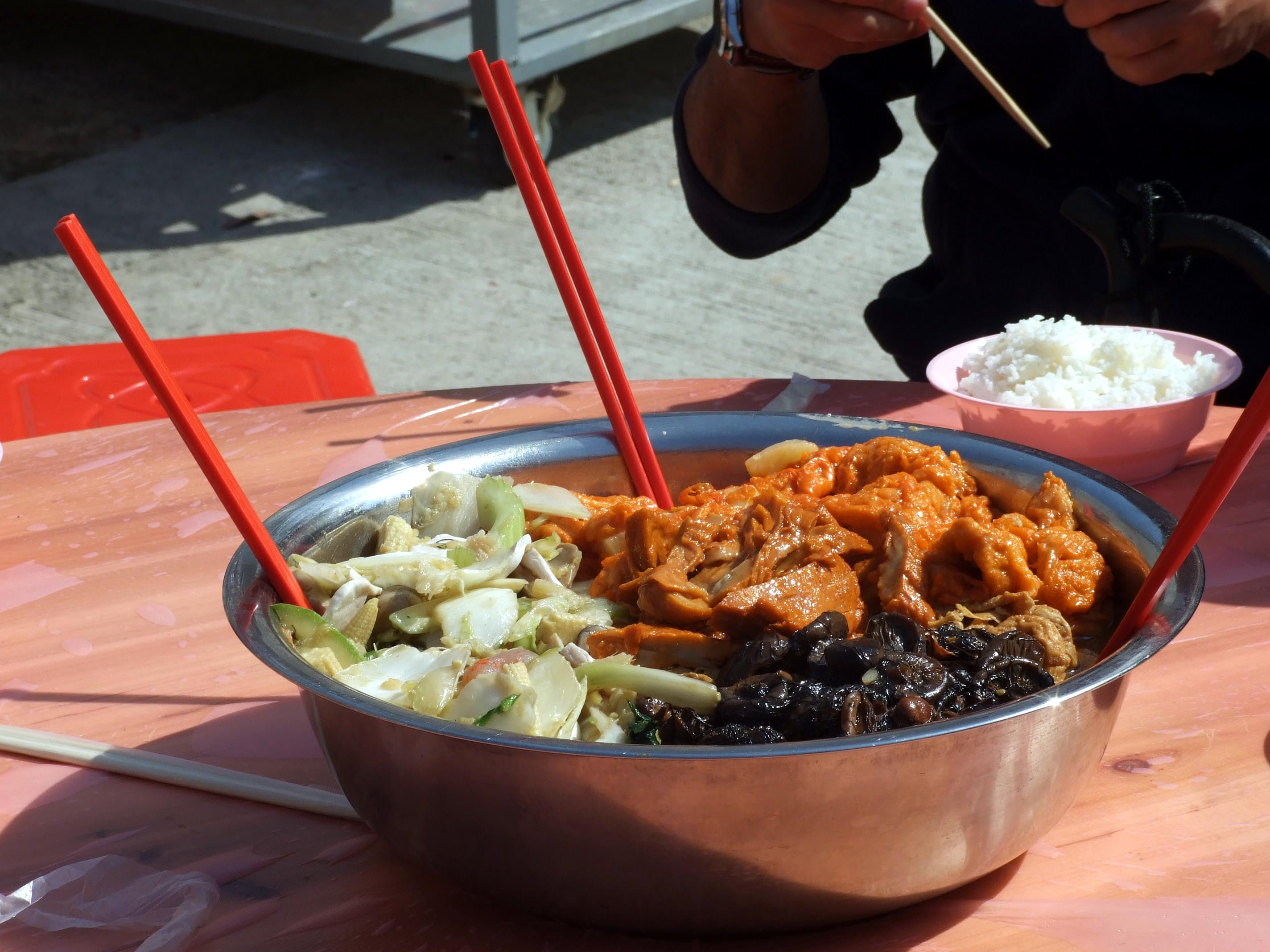
香港太平清醮供應的素盆菜

盆菜是香港新界的圍村原居民的傳統食物，已有數百年歷史。新界圍村每逢喜慶節日均會進食盆菜。

## 歷史
盆菜傳源於南宋君臣逃難至廣東。南宋末年，蒙古帝國軍隊南下，宋帝昰、宋帝昺聯同陸秀夫、張世傑等人南逃避難（一說是文天祥）。當他們路經東莞縣烏紗以及香港新界錦田一帶之圍村時，由於天色已晚，而眾將士又飢腸轆轆，得到村民盛情款待。用僅存之豬肉、蘿蔔，加上現捕魚、蝦煮飯，但在倉猝之間，村民卻找不到足夠器皿盛載食物，只好拿木面盆盛菜，將士圍盆而食，發展成盆菜。從此之後，每逢大時大節，村民都會享用盆菜。而現時新界原居民祭祖時的「食山頭」亦以盆菜為主。

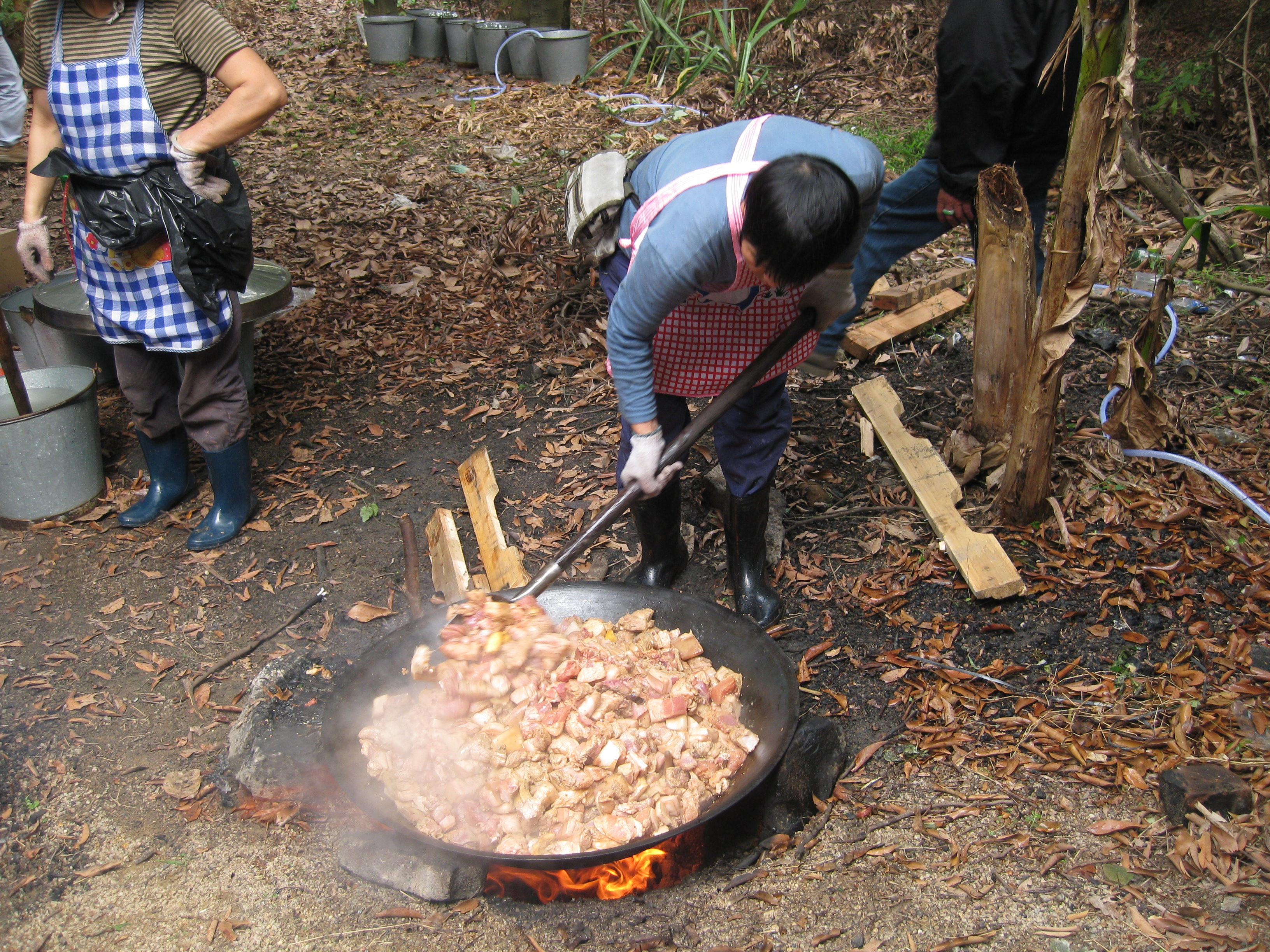
屏山鄧氏祭祖在山頭煮盆菜
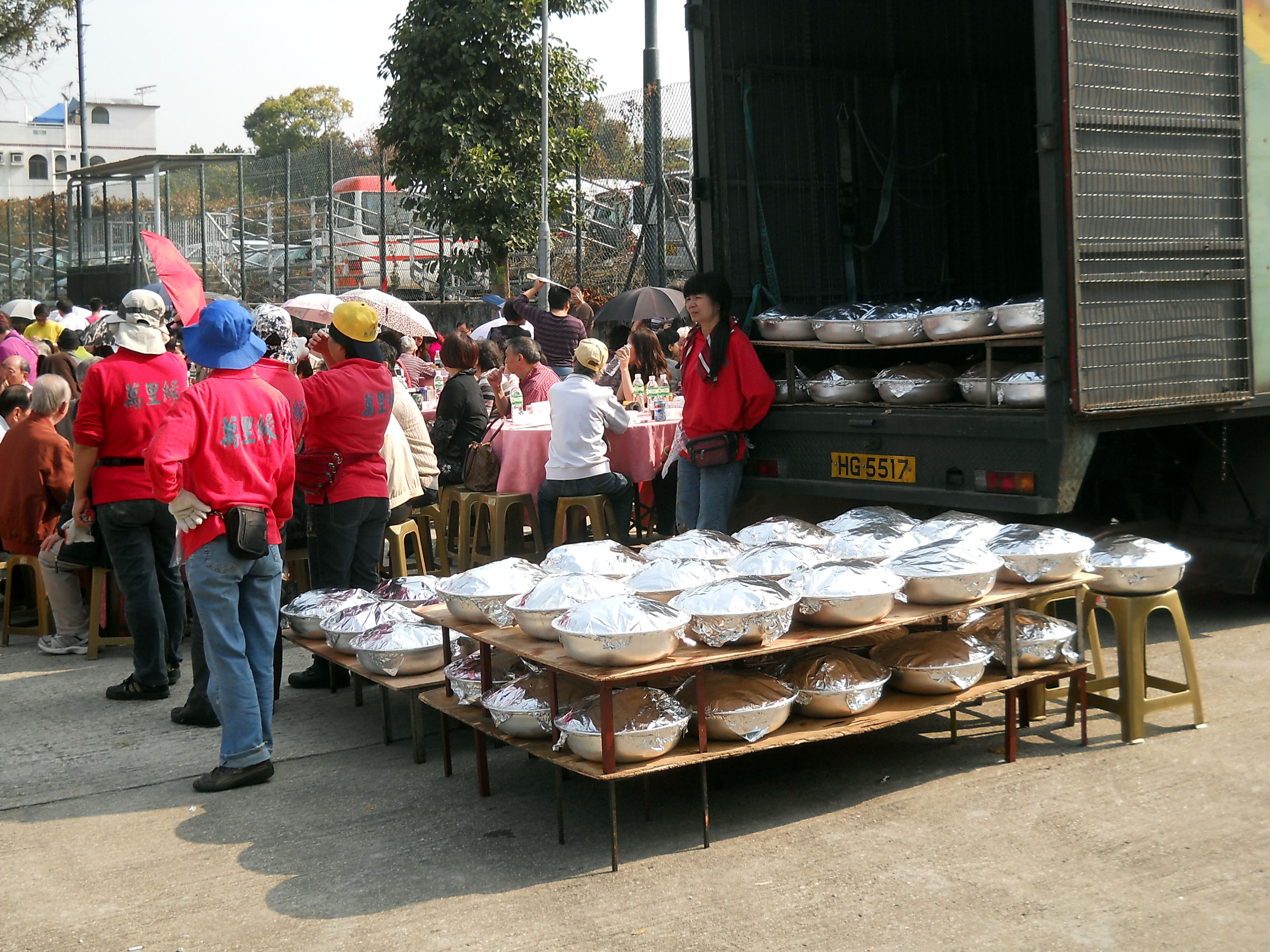
西貢北約同樂日盆菜宴

## 材料

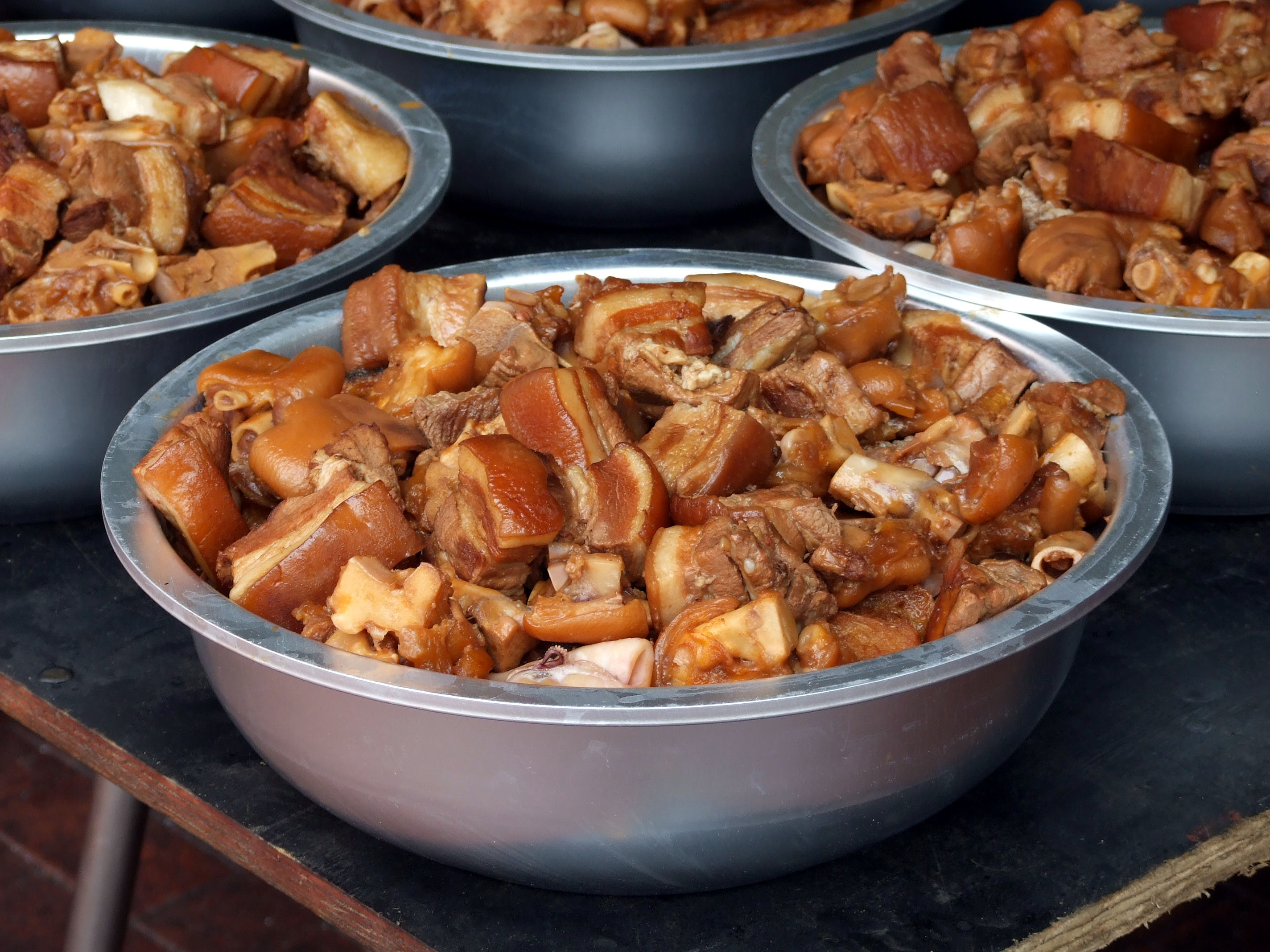
炆豬肉是盆菜的精粹

2018年，有專欄報道指出近十數年香港有售的盆菜由最家常的幾百塊到極盡奢侈的近萬元均有捧場客，當中差別其實不大，都是大魚大肉大堆頭，面層滿鋪的材料通常都是所謂主題項目鮑參翅肚，而較大眾化的主要是燒肉切雞大蝦扣肉一類最典型的祭祖食材。至於底層部分雖然無甚驚喜，卻是相對人見人愛的豬皮、蘿蔔，芋頭、枝竹和黃芽白之類。亦指出美味盆菜的所謂優勝劣敗，其實最在乎當中的汁醬風味是否渾然天成融為一體。
盆菜的用料並沒有特別規定，但一般都會包括芋头、大白菜、冬粉、包菜花、西兰花、蘿蔔、枝竹、魷魚、豬皮、冬菇、雞、鯪魚球和炆豬肉，現時不少盆菜更可能包括花膠、大蝦、髮菜、蠔豉、鱔乾等。
盆菜的食物會按一定的次序一層疊一層地由上至下排好。上層會放些較名貴和需要先吃的東西，例如雞及大蝦；最下層則放些容易吸收湯汁的材料，例如豬皮和蘿蔔。吃盆菜的時候，會由上至下逐層逐層吃下去。
與煲出來的閩菜佛跳牆不同，盆菜以燉煮為料理手段，又因食材等的高度類似，常被稱為廣式佛跳牆。

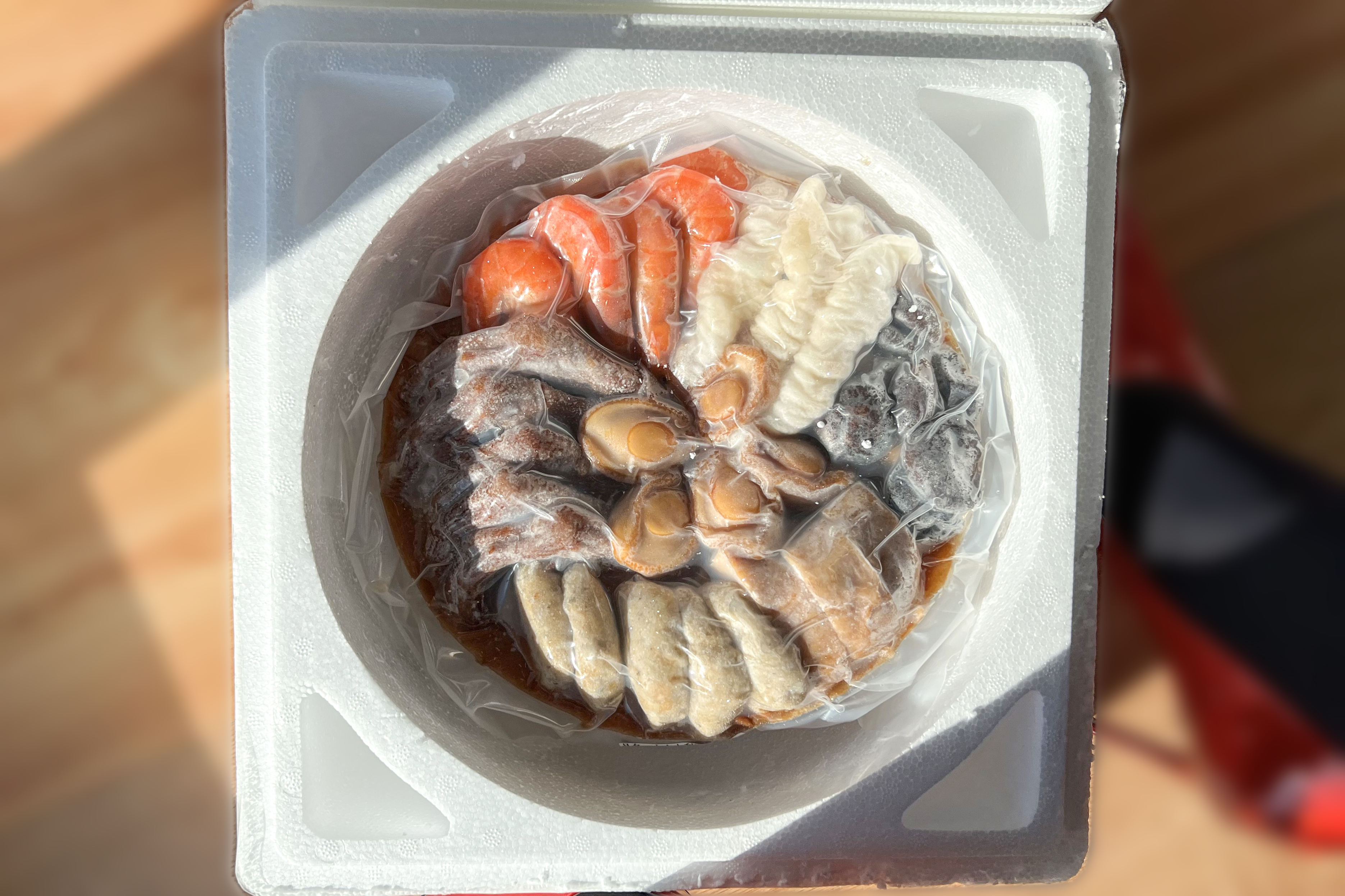
速冻盆菜

雖然傳統上盆菜以木盆盛載，但現時大部份皆已改用金屬盆或者陶瓷盆，方便食用之前加熱和消毒。近年来外卖盆菜蔚然成风，2010年代后期更出现速冻盆菜，使得这一广府传统年菜外销至广东以外各地。

## 文化
- 2014年香港郵政和馬來西亞郵政聯合發行一套以兩地地道食品為主題的郵票，其中一枚郵票以香港的「盆菜」為代表。[4]

## 相關
- 燉
- 佛跳墙

## 外部連結
- 盆菜來源于東莞烏紗
- 盆菜起源
- 香港盆菜淵源、文化和演變